# 黄金陵
黄金陵（1932年—），男，福建惠安人，中国物理化学家，曾任福州大学教授、博士生导师，中国化学会理事，第六、七届全国人大代表。